# Venice Cup
De Venice Cup is de naam voor het Wereldkampioenschap Bridge voor landenteams bij de dames. Sinds 1985 wordt het toernooi elke twee jaar gehouden.

## Geschiedenis
Het toernooi is in 1974 begonnen als een uitdaging tussen de Verenigde Staten en Italië, dat als regerend Europees Kampioen afgevaardigd werd om Europa te vertegenwoordigen.

## Huidige opzet van het toernooi
Het toernooi wordt gespeeld op viertallenbasis. Alle 24 deelnemende landen spelen in de kwalificatie één wedstrijd van 16 spellen tegen elkaar (een enkele round robin). De acht teams die het hoogst eindigen gaan door naar de kwartfinale. De drie hoogst eindigende teams mogen daarbij hun tegenstander kiezen uit de nummers 5-8. Vanaf de kwartfinale worden de wedstrijden gespeeld over 96 spellen.
De Verenigde Staten mag twee teams afvaardigen. 

## Lijst van medaillewinnaars
- 1974 (Venetië, Italië):
  - 1: Verenigde Staten (Bette Cohn, Emma Jean Hawes, Dorothy Hayden, Betty Ann Kennedy, Marietta Passell, Carol Sanders)
  - 2: Italië (Marisa Bianchi, Luciana Canessa, Rina Jabes, Maria Antonia Robaudo, Anna Valenti, Maria Venturini)
- 1976 (Monte Carlo, Monaco):
  - 1: Verenigde Staten (Emma Jean Hawes, Dorothy Hayden, Betty Ann Kennedy, Jacqui Mitchell, Gail Moss, Carol Sanders)
  - 2: Groot-Brittannië (Charley Esterson, Fritzi Gordon, Sandra Landy, Rixi Markus, Rita Oldroyd, Nicola Smith)
- 1979 (Rio de Janeiro, Brazilië):
  - 1: Verenigde Staten (Mary Jane Farell, Emma Jean Hawes, Dorothy Hayden, Marilyn Johnson, Jacqui Mitchell, Gail Moss)
  - 2: Italië (Marisa d'Andrea Baffi, Marisa Bianchi, Lucia Capodanno, Enrichetta Gut, Andreina Morini, Anna Valenti)
  - 3: Argentinië (Maria Teresa B. De Diaz, Maria Elena Iacapraro, Adriana C. De Martinez De Hoi, Marta Matienzo, Clara Monsegur)
- 1981 (New York, USA):
  - 1: Groot-Brittannië (Pat Davies, Maureen Dennison, Sandra Landy, Nicola Smith, Sally Sowter, Diana Williams)
  - 2: Verenigde Staten (Nancy Gruver, Edith Kemp, Betty Ann Kennedy, Judi Radin, Carol Sanders, Katherine Wei-Sender)
  - 3: Brazilië (Maria Lena Brito e Silva, Agota Mandelot, Sylvia Mello, Maria Elizabeth Murtinho, Susy Powidzer, Alica Saade)
- 1985 (São Paulo, Brazilië):
  - 1: Groot-Brittannië (Michelle Brunner, Pat Davies, Sally Horton, Sandra Landy, Gillian Scott-Jones, Nicola Smith)
  - 2: Verenigde Staten (Betty Ann Kennedy, Jacqui Mitchell, Gail Moss, Judi Radin, Carol Sanders, Katherine Wei-Sender)
  - 3: Frankrijk (Danielle Allouche-Gaviard, Veronique Bessis, Ginette Chevalley, Catherine d'Ovidio, Fabienne Pigeaud, Sylvie Willard)
- 1987 (Ocho Rios, Jamaica):
  - 1: Verenigde Staten II (Cheri Bjerkan, Juanita Chambers, Lynn Deas, Beth Palmer, Judi Radin, Katherine Wei-Sender)
  - 2: Frankrijk (Danielle Allouche-Gaviard, Veronique Bessis, Hélène Bordenave, Ginette Chevalley, Bénédicte Cronier, Sylvie Willard)
  - 3: Italië (Marisa d'Andrea Baffi, Marisa Bianchi, Lucia Capodanno, Carla Gianardi, Gabriella Olivieri, Anna Valenti)
- 1989 (Perth, Australië):
  - 1: Verenigde Staten (Lynn Deas, Margie Gwozdzinsky, Karen McCallum, Kitty Munson-Cooper, Beth Palmer, Kerri Shuman)
  - 2: Nederland (Carla Arnolds - Bep Vriend, Ellen Bakker - Ine Gielkens, Marijke van der Pas - Elly Schippers)
  - 3: Canada (Francine Simon, Dianna Gordon, Mary Paul, Sharyn Reus, Gloria Silverman, Catherine Thorpe)
- 1991 (Yokohama, Japan):
  - 1: Verenigde Staten II: (Nell Cahn, Stasha Cohen, Lynn Deas, Sharon Osberg, Nancy Passell, Sue Picus)
  - 2: Oostenrijk (Gabriele Bamberger, Maria Erhart, Doris Fischer, Rosi Spinn, Terry Weigkricht, Britta Widengrin)
  - 3: Verenigde Staten I (Cheri Bjerkan, Juanita Chambers, Jill Meyers, Randi Montin, Kay Schulle, Pam Wittes)
- 1993 (Santiago, Chili):
  - 1: Verenigde Staten II (Karen McCallum, Jill Meyers, Sharon Osberg, Sue Picus, Kerri Sanborn, Kay Schulle)
  - 2: Duitsland (Daniela von Arnim, Sabine Auken, Karin Caesar, Marianne Moegel, Pony Beate Nehmert, Waltraud Vogt)
  - 3: Argentinië (Ana Blum, Marilyn Hernandez-Elizalde, Marta Matienzo, Glora I. Rosenfeld, Cristina Suaya, Marta Tiscornia
- 1995 (Beijing, China):
  - 1: Duitsland ((Daniela von Arnim, Sabine Auken, Karin Caesar, Marianne Moegel, Pony Beate Nehmert, Andrea Reim)
  - 2: Verenigde Staten (Karen McCallum, Kitty Munson Cooper, Sue Picus, Rozanne Pollack, Kerri Sanborn, Carol Simon)
  - 3: Frankrijk (Veronique Bessis, Claude Blouquit, Bénédicte Cronier, Colette Lise, Catherine d'Ovidio, Sylvie Willard)
- 1997 (Hammamet, Tunesië):
  - 1: Verenigde Staten I (Lisa Berkowitz, Mildred Breed, Marinesa Letizia, Jill Meyers, Randi Montin, Tobi Sokolow)
  - 2: China (Gu Ling, Yan Lu, Ming Sun, Zhang Yalan, Yu Zhang)
  - 3: Verenigde Staten II (Juanita Chambers, Lynn Deas, Irina Levitina, Beth Palmer, Kerri Sanborn, Katherine Wei-Sender)
- 1999 (gespeeld in januari 2000; Southampton, Bermuda):
  - 1: Nederland (Marijke van der Pas - Bep Vriend, Jet Pasman - Anneke Simons, Martine Verbeek - Wietske van Zwol)
  - 2: Verenigde Staten (Renee Mancuso, Jill Meyers, Randi Montin, Shawn Quinn, Janice Seamon-Molson, Tobi Sokolow)
  - 3: Denemarken (Anne Katrine Bilde-Kofoed, Dorte Cilleborg, Mette Drøgemüller, Bettina Kalkerup, Charlotte Koch-Palmund,  Kirsten Steen Møller)
- 2001 (Parijs, Frankrijk):
  - 1: Duitsland (Daniela von Arnim, Sabine Auken, Katrin Farwig, Pony Beate Nehmert, Andrea Reim, Barbara Stawowy-Hackett)
  - 2: Frankrijk (Veronique Bessis, Bénédicte Cronier, Catherine Fishpool, Elisabeth Hugon, Catherine d'Ovidio, Sylvie Willard)
  - 3: Verenigde Staten II (Mildred Breed, Petra Hamman, Joan Jackson, Robin Klar, Shawn Quinn, Kay Schulle)
- 2003 (Monte Carlo, Monaco):
  - 1: Verenigde Staten I (Jill Blanchard-Levin, Betty Ann Kennedy, Sue Picus, Janice Seamon-Molson, Tobi Sokolow, Katherine Wei-Sender)
  - 2: China (Gu Ling, Hongli Wang, Xiaojing Wang, Wang Wen Fei, Zhang Yalan, Yu Zhang)
  - 3: Nederland (Carla Arnolds - Wietske van Zwol, Marijke van der Pas - Bep Vriend, Jet Pasman - Anneke Simons)
- 2005 (Estoril, Portugal):
  - 1: Frankrijk (Bénédicte Cronier, Catherine d’Ovidio, Nathalie Frey, Daniele Gaviard, Vanessa Reess, Sylvie Willard)
  - 2: Duitsland (Anja Alberti, Daniela von Arnim, Sabine Auken, Barbara Hackett, Pony Beate Nehmert, Mirja Schraverus)
  - 3: Nederland (Carla Arnolds - Bep Vriend, Femke Hoogweg - Wietske van Zwol, Jet Pasman - Anneke Simons)
- 2007 (Shanghai, China):
  - 1: Verenigde Staten I (Jill Blanchard-Levin, Irina Livitina, Jill Meyers, Hansa Narasimhan, Debbie Rosenberg)
  - 2: Duitsland (Anja Alberti, Daniela von Arnim, Sabine Auken, Barbara Hackett, Pony Beate Nehmert, Mirja Schraverus)
  - 3: China (Ling Gu, Yi Qian Liu, Ming Sun, Hongli Wang, Wenfei Wang, Yalan Zhang)
- 2009 (São Paulo, Brazilië)
  - 1: China (Yongling Dong, Yi Qian Liu, Ming Sun, Hongli Wang, Wenfei Wang, Ru Yan)
  - 2: Verenigde Staten I (Lynn Baker, Lynn Deas, Irina Levitina, Karen McCallum, Beth Palmer, Kerri Sanborn)
  - 3: Frankrijk (Daniele Allouche-Gaviard, Veronique Bessis, Benedicte Cronier, Catherine D'ovidio, Elisabeth Hugon, Sylvie Willard)
- 2011 (Veldhoven, Nederland):
  - 1: Frankrijk (Veronique Bessis, Benedicte Cronier, Catherine D'Ovidio, Daniele Gaviard, Joanna Neve, Sylvie Willard)
  - 2: Indonesië (Lusje Olha Bojoh, Fera Damayanti, Suci Amita Dewi, Kristina Wahyu Murniati, Riantini, Julita Grace Tueje)
  - 3: Nederland (Carla Arnolds - Bep Vriend, Laura Dekkers - Marion Michielsen, Jet Pasman - Anneke Simons).
- 2013 (Bali, Indonesië):
  - 1: Verenigde Staten II (Hjordis Eythorsdottir, Jill Levin, Jill Meyers, Janice Seamon-Molson, Jenny Wolpert, Migry Zur-Campanile)
  - 2: Engeland (Sally Brock, Fiona Brown, Heather Dhondy, Nevena Senior, Nicola Smith, Susan Stockdale)
  - 3: Nederland (Carla Arnolds - Wietske van Zwol, Marion Michielsen - Meike Wortel, Jet Pasman - Anneke Simons)
- 2015 (Chennai, India):
  - 1: Frankrijk (Debora Campagnano, Benedicte Cronier, Elisabeth Hugon, Vanessa Reess, Sylvie Willard, Joanna Zochowska)
  - 2: Verenigde Staten II (Juanita Chambers, Lynn Deas, Joann Glasson, Beth Palmer, Janice Seamon-Molson, Tobi Sokolow)
  - 3: Engeland (Sally Brock, Fiona Brown, Heather Dhondy, Catherine Draper, Nevena Senior, Nicola Smith)
- 2017 (Lyon, Frankrijk):
  - 1: China (Huang Yan, Liu Yan, Lu Yan, Shen Qi, Wang Nan, Wang Wen Fei)
  - 2: Engeland (Sally Brock, Fiona Brown, Catherine Draper, Sandra Penfold, Nevena Senior, Nicola Smith)
  - 3: Zweden (Pia Andersson, Kathrine Bertheau, Ida Grönkvist, Emma Övelius, Cecilia Rimstedt, Sandra Rimstedt)
- 2019 (Wuhan, China):
  - 1: Zweden (Kathrine Bertheau, Sanna Clementsson, Ida Grönkvist, Jessica Larsson, Emma Övelius, Cecilia Rimstedt)
  - 2: China (Yan Liu, Yan Lu, Qi Shen, Nan Wang, Wen Fei Wang, Xiaoxue Zuo)
  - 3: Engeland (Heather Dhondy, Catherine Draper, Gillian Fawcett, Nevena Senior, Nicola Smith, Yvonne Wiseman)
- 2021 (gespeeld in april 2022; Salsomaggiore Terme, Italië):
  - 1: Zweden (Kathrine Bertheau, Sanna Clementsson, Louise Hallqvist, Ylva Johansson, Jessica Larsson, Emma Övelius)
  - 2: Turkije (Özlem Kandolu, Serap Kuranoğlu, Eren Özan, İrem Özbay, Hatice Özgür, Dilek Yavaş)
  - 3: Engeland (Sally Brock, Fiona Brown, Heather Dhondy, Catherine Draper, Gillian Fawcett, Nevena Senior)
  - 3: Polen (Cathy Bałdysz, Sophia Bałdysz, Katarzyna Dufrat, Danuta Kazmucha, Anna Sarniak, Joanna Zalewska)
- 2023 (Marrakesh, Marokko):
  - 1: Israël (Adi Asulin, Hila Levi, Adel Petelko, Dana Tal, Noga Tal, Ziv Tottman)
  - 2: Turkije (Aslı Acar, Tuna Elmas, Berrak Erkan, Özlem Kandolu, İrem Özbay, Hatice Özgür)
  - 3: China (Huang Yan, Liu Yan, Ran Jing Rong, Yu Xiuting, Zhou Meiling, Zuo Xiaoxue)